# Nerópolis
Nerópolis is een gemeente in de Braziliaanse deelstaat Goiás. De gemeente telt 20.260 inwoners (schatting 2009).

## Aangrenzende gemeenten
De gemeente grenst aan Anápolis, Goiânia, Nova Veneza, Ouro Verde de Goiás en Petrolina de Goiás.